# بدر ایر
شرکت هواپیمایی بدر یک شرکت خصوصی مستقر در فرودگاه بین‌المللی خارطوم است. این شرکت به عنوان یک شرکت هواپیمایی برای مشتریان مختلف در بخش سازمان‌ها، موسسات دولتی و بخش خصوصی شناخته می‌شود و در زمینه امداد هوایی در بخش جنوبی و غربی سودان و همچنین در زمینه پروژه‌ها توسعه ملی نفت فعالیت دارد. این شرکت عمدتاً در حمل و نقل کالا برای کمک‌های بشردوستانه که توسط برنامه جهانی غذا، یونیسف، پزشکان بدون مرز، سازمان غذا و کشاورزی و صلیب سرخ ارائه می‌شود، فعالیت می‌کند و بیشتر نقاط سودان را پوشش می‌دهد.
اخیراً این شرکت حمایت هوایی قابل توجهی از دولت موقت سودان جنوبی ارائه کرده‌است. بیش از ۲۰۰۰ مسافر در مدت ۵ هفته جابجا شدند. هواپیمایی بدر همچنین پرواز تاریخی رهبر SPLM، دکتر جان گارنگ را در اولین سفر خود به خارطوم پس از ۲۱ سال به عنوان بخشی از مراسم تحلیف دولت جدید در سودان پس از انعقاد توافقنامه تاریخی صلح انجام داد.

## مقاصد
| مقاصد                                                                          |
| ------------------------------------------------------------------------------ |
| پروازهای داخلی: بندر سودان، کاسالا، دامازین، ال عبید، ال جنینا، نیالا، الفاشر. |
| پروازهای بین‌المللی: جوبا، دبی، آدیس آبابا، جده، قاهره، استانبول، دوحه، ابوظبی  |

## حوادث

### سپتامبر ۲۰۱۷
- پرواز شماره J4341 هواپیمایی بدر که از فرودگاه دامزین به سمت فرودگاه خارطوم می‌آمد، با یک پرنده عظیم الجثه برخورد کرد و به قسمت جلوی هواپیما آسیب شدیدی وارد شد که هواپیما بدون تلفات جانی در فرودگاه خارطوم به زمین نشست.[۲]